# Evangelos Katsioulis
Evangelos Georgios Katsioulis ( Ευάγγελος Κατσιούλης) nació en Ioánina, Grecia; y actualmente vive en Salónica, Grecia. Fundador de la organización internacional World Intelligence Network, el año 2001.
Conocido como uno de los mayores puntajes de coeficiente intelectual en el mundo, fue entrevistado el año 2010 por la revista Mensapiens de Mensa Argentina en su edición número 31 de abril de 2010 y por la revista El Mensajero de Mensa México año IV número III de Julio-Agosto 2011 en un artículo llamado "Detrás de los genios Evangelos Katsioulis" redactado por Hever Horacio Arreola Gutiérrez.

## Estudios Académicos
Graduado de la Universidad Aristóteles de Salónica (Αριστοτέλειο Πανεπιστήμιο Θεσσαλονίκης )el año 2000.